# .bv
.bv – internetowa krajowa domena najwyższego poziomu (CCTLD) zarezerwowana dla niezamieszkanego terytorium zależnego Norwegii – Wyspy Bouveta. Domena jest administrowana i utrzymywana przez organizację non-profit Uninett Norid AS. Nie została jeszcze otwarta na rejestrację i nie jest w użyciu. Norweska polityka określa, że dla instytucji związanych z Wyspą Bouveta wystarczająca jest domena .no i z tego powodu domena .bv nie zostanie dopuszczona do użytku. Poza tym norweska polityka nie przewiduje komercjalizacji zasobów domen, a więc nie planuje wystawić domeny na sprzedaż. Istnieje możliwość dopuszczenia domeny do użytku w przyszłości. Gdy tak się stanie, to .bv będzie regulowana przez Norweskie Ministerstwo Telekomunikacji i Poczty i będzie podlegać takim samym zasadom jak domena .no. Domena .bv została przydzielona 21 sierpnia 1997 roku.

## Historia
Wyspa Bouveta jest niezamieszkaną wyspą wulkaniczną położoną w południowej części Oceanu Atlantyckiego. W 1927 roku Norwegia zgłosiła roszczenia terytorialne do wyspy, a w 1930 roku terytorium zostało do niej przyłączone. Domena została przydzielona 21 sierpnia 1997 roku, w tym samym czasie co domena .sj zarezerwowana dla Svalbardu i Jan Mayen. Przydział domeny wyspie miał miejsce, ponieważ Internet Assigned Numbers Authority (IANA) przypisywała krajowe domeny najwyższego poziom wszystkim podmiotom ze standardu ISO 3166, gdzie Wyspa Bouveta oznaczona jest jako BV.

## Polityka
Zarządzanie .bv należy do obowiązków oddziału Norid położonego w Trondheim, który prowadzi także rejestrację domen .no i nieużywanej .sj. Norid jest spółką kapitałową należącą do Uninett, która z kolei jest własnością norweskiego Ministerstwa Edukacji i Badań. Tytuł prawny do zarządzania domenami jest dwojaki, zarówno oparty na umowie z IANA, jak i regulowany poprzez Prawo Telekomunikacyjne stanowione przez Norweskie Ministerstwo Telekomunikacji i Poczty z siedzibą w Lillesand.
Polityka stosowania domeny .bv jest regulowana przez Rozporządzenie w sprawie norweskich nazw domenowych najwyższego poziomu, znane również jako Regulacje domen. Rozporządzenie dotyczy także pozostałych dwóch norweskich krajowych domen najwyższego poziomu, czyli .no i .sj. W przypadku gdy domena .bv zostanie otwarta na rejestrację to będzie podlegać tym samym zasadom i procedurom, jakim podlega domena .no. Domena przeznaczona jest do ewentualnego użytku w przyszłości. Sprzedaż dwóch krajowych domen, czyli komercjalizacja nie była dotąd przedmiotem rozważań decydentów, gdyż jest to sprzeczne z norweską polityką.